# 대부황금로
대부황금로(Daebuhwanguem-ro)는 안산시 단원구 선감동 탄도교에서 시흥시 정왕동 대부도입구사거리를 잇는 연장 26.922km의 도로이다.

## 연혁
- 2009년 1월 12일: 도로명으로 대부황금로를 고시

## 주요 경유지
경기도
- 안산시 (대부동) - 시흥시 (정왕동)

## 노선
전 구간 지방도 제301호선에 속하기 때문에 이 노선에 대한 별도 표기는 생략한다.
| 이름                          | 접속노선                       | 소재지          | 소재지          | 소재지          | 비고            |
| 궁평항로와 직결               | 궁평항로와 직결                | 궁평항로와 직결 | 궁평항로와 직결 | 궁평항로와 직결 | 궁평항로와 직결 |
| ----------------------------- | ------------------------------ | --------------- | --------------- | --------------- | --------------- |
| 탄도교                        |                                | 경기도          | 안산시          | 대부동          |                 |
| 탄도교차로                    |                                | 경기도          | 안산시          | 대부동          |                 |
| 불도방조제삼거리              | 선감로                         | 경기도          | 안산시          | 대부동          |                 |
| 대동초교앞교차로              | 대부중앙로 솔따배기길 한지락길 | 경기도          | 안산시          | 대부동          |                 |
| 성황당고개                    |                                | 경기도          | 안산시          | 대부동          |                 |
| 북동삼거리                    | 대선로                         | 경기도          | 안산시          | 대부동          |                 |
| 시화교                        |                                | 경기도          | 안산시          | 대부동          |                 |
| 시화방조제                    |                                | 경기도          | 시흥시          | 정왕동          |                 |
| 대부도입구사거리 (오이고가교) | 국도 제77호선 (서해안로)       | 경기도          | 시흥시          | 정왕동          |                 |
| 서해안로와 직결               |                                |                 |                 |                 |                 |

## 주요 건물및 시설
- 이마트24안산탄도누에섬점 (대부황금로 33/선감동 717-20)
- 대부도아쿠아랜드 (대부황금로 110/선감동 683-3)
- GS칼텍스선감충전소 (대부황금로 123/선감동 683-4)
- 바다향기수목원 (대부황금로 399/선감동 8-5)
- GS칼텍스대부그린주유소 (대부황금로 691/대부동동 79-68)
- CU대부황금로드점 (대부황금로 695/대부동동 123-6)
- 현대오일뱅크작전주유소 (대부황금로 780/대부동동 221-1)
- SK에너지대부주유소 (대부황금로 835/대부동동 568-2)
- CU대부황금점 (대부황금로 853/대부동동 556-2)
- 세븐일레븐대부도북동점 (대부황금로 1098/대부북동 23-1)
- 대부일심1급자동차 (대부황금로 1104/대부북동 23-2)
- 일심자동차종합검사소 (대부황금로 1104/대부북동 23-3)
- 이디야커피 대부북동점 (대부황금로 1203/대부북동 1248-1)
- 경동택배 안산단원대부동578영업소 (대부황금로 1222/대부북동 1232-1)
- 대성카센터 (대부황금로 1289/대부북동 1161-1)
- 엘마트 대부동점 (대부황금로 1295/대부북동 1161-111)
- 세븐일레븐대부동점 (대부황금로 1290/대부북동 1857-15)
- GS25대부중앙점 (대부황금로 1325/대부북동 1856-61)
- 현대오일뱅크시화주유소 (대부황금로 1435/대부북동 1849-36)
- GS25대부해변점 (대부황금로 1465/대부북동 1848-116)
- CU대부평안점 (대부황금로 1466/대부북동 1845)
- 세븐일레븐대부도해솔점 (대부황금로 1471/대부북동 1848-112)
- 세븐일레븐대부바다점 (대부황금로 1485/대부북동 1848-100)
- 대부도관광안내소 (대부황금로 1531/대부북동 1985)